# Druhá palatalizace

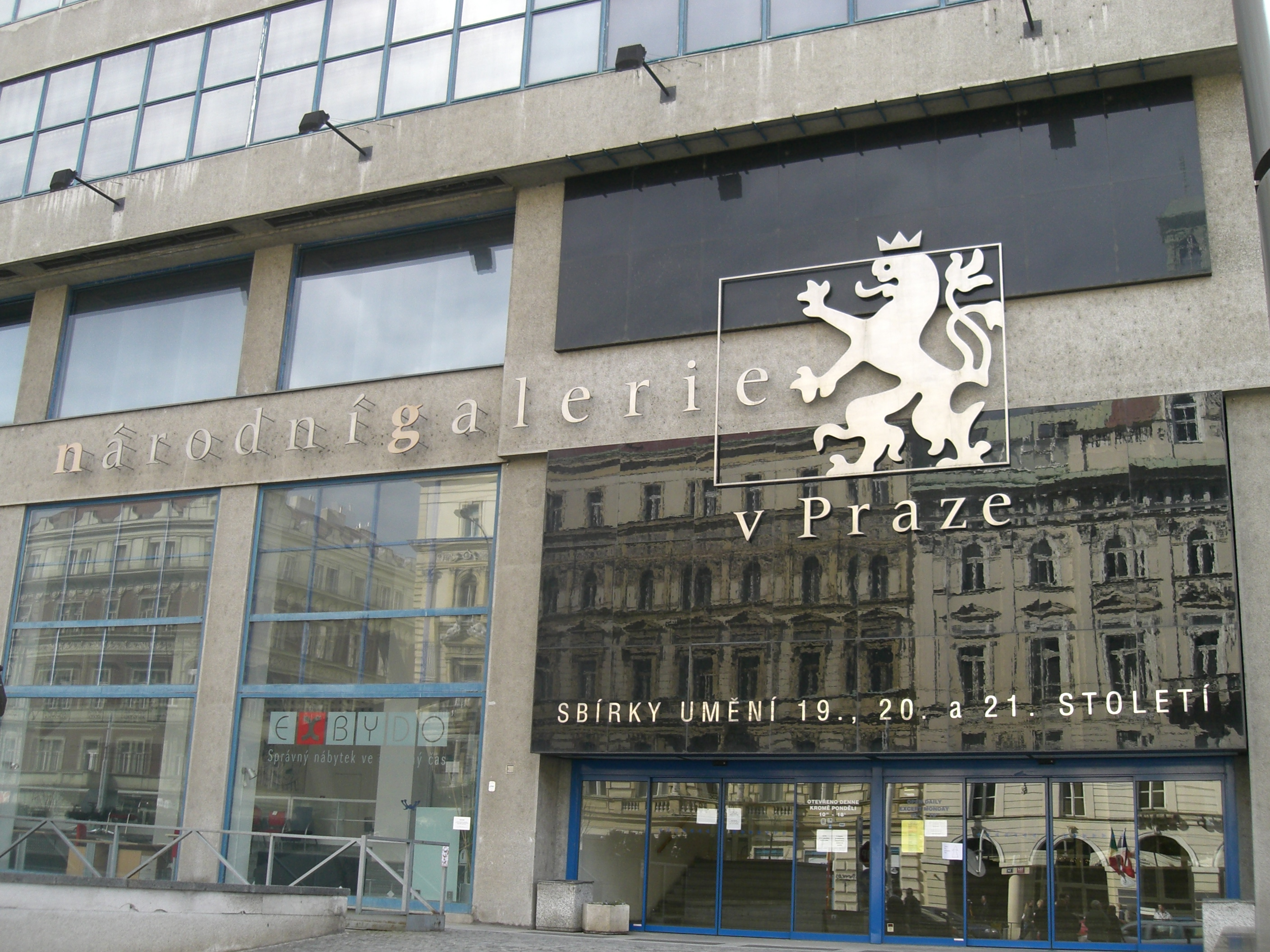
Národní galerie v Praze. V Praze je důsledkem druhé palatalizace.

Druhá palatalizace (v kontextu jihoslovanských jazyků označovaná také jako sibilarizace nebo mladší palatalizace) byla fonetická změna praslovanštiny, která byla způsobena tzv. monoftongizací diftongů. Proběhla někdy mezi druhým až desátým stoletím n. l., o konkrétní časové období se však vedou spory (viz kapitola Chronologie).
Změna spočívala v přechodu velárních souhlásek k, g a x na c’, dz’ a s’ v jihoslovanských a východoslovanských jazycích a na c’, dz’ a š’ v jazycích západoslovanských. Později se ve všech slovanských jazycích, kromě polštiny, polabštiny a staroslověnštiny, afrikátní souhláska dz’ zjednodušila na z’.

## Původ a rozšíření
Druhá palatalizace se konala v období, kdy praslovanština už netvořila jeden celek, ale byla rozdělena na dialekty. To vysvětluje rozdíl mezi jejími důsledky v různých skupinách slovanských jazyků. Litevský slavista Valerijus Čekmonas předpokládal, že centrem, z nějž se druhá palatalizace šířila, byla nářečí praslovanštiny, která se později stala základem srbochorvatštiny, slovinštiny a makedonštiny.

### Nepřítomnost druhé palatalizace v severokrivičském dialektu
Druhá palatalizace se konala ve všech dialektech praslovanštiny, kromě severokrivičského, který se zřejmě oddělil od obecné praslovanštiny dříve než ostatní. Poprvé byl tento nápad navržen na začátku 20. století ruským slavistou Borisem Ljapunovem, který upozornil na formu dativu рабу своѥму Дъмъкѣ v novgorodské mineji z roku 1096, což však nebylo podpořeno dalšími vědci, protože je to jedinečná forma.
Později, v roce 1966 tuto hypotézu podpořila Sofia Gluskina, jež upozornila na data severozápadních dialektů ruštiny, které zachovaly lexémy beze stopy druhé palatalizace v kořenu, což nelze vysvětlit vlivem gramatické analogie.
Rozhodující pro řešení tohoto problému byl objev novgorodských gramot na březové kůře, které studoval Andrej Zalizňak. V nich byly nalezeny četné případy nepřítomnosti druhé palatalizace, což dalo možnost s jistotou tvrdit, že to bylo charakteristické pro nářečí části Krivičů. Zejména Zalizňakovi se podařilo přečíst dříve nejasné místo z nejstarší známé gramoty č. 247): а замъке кѣле а двьри кѣлѣ (česky „a zámek je celý a dveře jsou celé“), identifikujíc formy кѣле a кѣлѣ se staroruským slovem цѣлъ.

## Popis jevu
Jelikož zákon vokálové harmonie, který platil v praslovanštině, zakazoval velárám nacházet se před předními samohláskami, skupiny ke, ge, xe, ki, gi, xi zmizely během první palatalizace. Ale proces monoftongizace diftongů zas vytvořil v praslovanštině skupiny, kde k, g, x se nacházely před ě (< *oi, *ai) a i (< *oi). Tyto novější skupiny zase zmizely.
Důsledky druhé palatalizace lze vidět před koncovkami podstatných jmen (lokál sg., nominativ pl., lokál pl. -o-kmenů a dativ. sg., lokál. sg., nominativ a akuzativ du. -ā-kmenů) a ve formách imperativu slovesa, ale také se lze s nimi setkat v kořenech.

### Druhá palatalizace v skupinách *kv, *gv, *xv
V jiho- a východo- slovanských jazycích se druhá palatalizace také konala ve skupinách *kv, *gv, *xv. Naproti tomu v západních se tyto skupiny zachovaly beze změny. Na tuto zvláštnost upozornil už J. Dobrovský a zahrnul ji do seznamu deseti rozdílů mezi západoslovanskými jazyky a ostatními. Někteří vědci na základě forem ukr. квітка nebo rus. dial. квет, však tvrdí, že ve východoslovanských jazycích jsou formy s cv-, zv- místo kv-, gv- přejaté.
V některých ruských dialektech, které S. Nikolajev odvozuje od dialektu Vjatičů, se skupina *kv přeměnila v t'v: т'в'ет, т'в'аток.
Ve skutečnosti slov se skupinami *kv, *gv, *xv, ve kterých byly podmínky pro druhou palatalizaci, bylo v praslovanštině jen pár: *květъ „květina“, *kviliti „kvílet“, *gvězda „hvězda“ a pádové formy slov *vъlxvъ „kouzelník“ a *lixva (diskutabilní charakter mají zvukomalebná slova *gvizdati „hvízdat“ a *xvějati „houpat“).

### Druhá palatalizace v skupinách *sk, *zg
Skupiny *sk, *zg, jež byly v pozici, ve které se mohla konat druhá palatalizace, se přeměnily v šč a ždž v západoslovanských a východoslovanských jazycích, ale v sc a zdz v jihoslovanských, s tendencí ke zjednodušení těchto skupin na začátku slov. Z polské pádové formy se zákonitým důsledkem druhé palatalizace w Polszcze (1. pád Polska) při moderní w Polsce povstal ruský název Polska (Польша).

### Kvalita důsledků
Někteří vědci předpokládají, že důsledky druhé palatalizace nebyly měkké (tj. c, dz, s/š, ne zas c', dz', s'/š'), na rozdíl od důsledků třetí palatalizace (na rozdíl od druhé, byla třetí progresivní, tj. její podmínkou je přítomnost k, g, x v pozici po některých zvucích, ne zase před, jako pro druhou). Poprvé takovou domněnku udělal A. Leskien a později ho podpořili R. Nachtigal, N. van Wijk a S. Bernštejn. Ne všichni slavisté však s nimi souhlasí. V. Čekmonas si myslí, že tato hypotéza je typologicky nepravděpodobná.

### Vliv gramatické analogie v ruštině a slovenštině
V ruštině důsledky druhé palatalizace zanikly na hranici morfémů kvůli gramatické analogii (někdy nevylučují staronovgorodský vliv na ostatní ruské dialekty), srov. ukrajinsky руці, bělorusky руцэ — rusky руке „ruce“, ukrajinsky нозі, bělorusky назе — rusky ноге „noze“, ukrajinsky мачусі — rusky мачехе „maceše“.
Podobný proces lze pozorovat v slovenštině. V dativu a lokálu sg. -ā-kmenů alternace zanikly, srov. česky ruce — slovensky ruke, česky noze — slovensky nohe, česky maceše — slovensky macoche. V imperativu se užívají formy s č a ž místo c a z, srov. česky pec — slovensky peč, česky pomoz — slovensky pomôž.

### Příklady
- *koina > staroslověnsky цѣна, bulharsky цена́, srbochorvatsky циjена, slovinsky сẹnа, starorusky цѣна, rusky цена́, ukrajinsky цiна́, česky cena, slovensky cеnа, polsky сеnа, staropolsky саnа. Srov. lit. kaina «cena», řec. ποινή „výkupné, jemné“, avest. kaēnā- „pomsta“. Všechna ta slova pocházejí z praind. *kwoinā „(trest nebo odměna za) skutek“[25];
- *koilъ > staroslověnsky цѣлъ, bulharsky цял, srbochorvatsky цио, slovinsky се̑l, starorusky цѣлъ, rusky це́лый, ukrajinsky ці́лий, česky сеlý, slovensky сеlý, polsky саłу, hornolužickosrbsky суłу, dolnolužickosrbsky сеłу. Srov. prusky kailūstiskan (akuzativ sg.) „zdraví“, gótsky hails „zdravý, celý“[26];
- *goilo > staroslověnsky ѕѣлъ, ѕѣло, slovinsky zelo, зѣлъ „silný“, rusky зело́ «velmi», bělorusky до зела „velmi“, staročesky zielo „velmi“. Srov. litevsky gailùs „náhlý, řezavý, mstný“, gailas „bouřlivý“, lotyšsky gails «chlípný», gótsky gailjan „těšit“, staroněmecky geil „chlípný“[27];
- *хоirъ > bulharsky сер, slovinsky sẹr, „šedý“, starorusky сѣръ, rusky се́рый, ukrajinsky сі́рий, staročesky šěrý, česky šerý, slovensky šerý, polsky szary, hornolužickosrbsky šěry, dolnolužickosrbsky šеrу. Srov. pragermansky *haira-[28];
- *kvоitъ > staroslověnsky цвѣтъ, bulharsky цвят, srbochorvatsky цви̏jет, slovinsky сvệt, starorusky цвѣтъ, rusky цвет, ukrajinsky цвiт, bělorusky цвет, česky květ, slovensky kvet, polsky kwiat, hornolužickosrbsky kwět, dolnolužickosrbsky kwět, polabsky kjot[29];
- *gvoizda > staroslověnsky ѕвѣзда, bulharsky звезда́, srbochorvatsky звиjèзда, slovinsky zvézda, starorusky звѣзда, rusky звезда́, ukrajinsky звiзда́, česky hvězda, slovensky hviezda, polsky gwiazda, hornolužickosrbsky hwězda, dolnolužickosrbsky gwězda. Srov. litevsky žvaigzdė̃, žvaigždė̃, lotyšsky zvàigznе „hvězda“, prusky svāigstan (akuzativ sg.) „světlo, lesk“[30];
- *skoiriti > bulharsky оце́ря, srbochorvatsky цjе̏рити, slovinsky ceriti, rusky ще́рить, ukrajinsky ви́щирити, bělorusky шчэ́рыць, česky štěřiti, ceřiti, slovensky сеrit, polsky szczerzyć, hornolužickosrbsky šćěrić, dolnolužickosrbsky šćěriś.[31]

## Chronologie

### Relativní chronologie
S. Bernštejn předpokládal, že termín „druhá palatalizace“ není vhodný, protože ten musí odkazovat na jiný jev, zejména třetí palatalizaci, která se podle něho konala dříve než regresivní.
Část slavistů si naopak myslí, že druhá a třetí palatalizace se konaly současně, a někteří dokonce ani nerozlišují druhou a třetí palatalizaci, považujíce je za součásti jednoho procesu.
Druhá palatalizace se konala později takových fonetických změn, jako první palatalizace a monoftongizace diftongů.

### Absolutní chronologie
Názory vědců se rozcházejí v tom, jak nutno datovat druhou palatalizaci.
Zde jsou některá datování:
- ne dřív než 2. až 4. století n. l. (T. Lehr-Spławiński);
- 3. až 5. století n. l. (F. Filin[34]);
- 575 až 650 (A. Lamprecht[35]);
- ne dřív než 600. rok (H. Birnbaum);
- 6. až 7. století n. l. (G. Y. Shevelov[36], Z. Stieber[37]);
- Nejpozději od 5. do 10. století n. l. (V. Čekmonas[38]).

#### Data písemných záznamů
V 6. století n. l. byzantský historik Menandr Protektor zapsal jméno jednoho z antských vůdců jako Κελαγαστός, což polský vědec J. Nalepa identifikoval se slovanským jménem *cělogostъ, což svědčí podle Nalepy o tom, že se druhá odbyla ne dřív než v 7. století.

#### Data toponym
Na začátku 20. století švýcarský lingvista P. Lessiak užil data alpských toponym pro chronologizaci druhé palatalizace. Jelikož se stejná řeka nazývá slovinsky Zilja (dial. Zila), německy zas Gail (< *Gīla), vědec došel k závěru, že v čase prvních kontaktů Slovanů a Němců v Alpách (nejdříve kolem roku 600) se druhá palatalizace v slovanských jazycích ještě neodbyla.
R. Ekblom upozornil na české názvy Řezno (německy Regensburg) a Řezná (německy Regen), ve kterých německému g odpovídá důsledek z. Název tohoto města Slované zřejmě přejali, když osídlili Čechy (po roku 500 n. l.), z lat. Regino. Podle Z. Stiebera to svědčí o tom, že se ještě v 6. století druhá palatalizace v západoslovanských jazycích neodbyla .
Když Slované osídlili Balkán, přejali od místních obyvatel, kteří mluvili dalmatsky, staré názvy různých geografických rysů. Například chorvatskému názvu ostrova Cres odpovídá it. Cherso, chorv. Cavtat je přejaté z dalm. Kivitat- (lat. cīvitās), Caska z Kisiska-, Cebro z lat. Cibrica, srb. Костолац z lat. Castellaceus, srb. Трст přes *Tьrzьstъ z lat. Tergeste.

#### Data výpůjček
Druhá palatalizace se odbyla v řadě praslovanských výpůjček z jiných jazyků:
- *cěsar’ь „car“ < got. kaisar < lat. caesar „císař“[42];
- *nabozězъ „vrták“ < pragerm. *naba-gaiza „vrták“, doslovně „oštěp náboje“[43];
- *ocьtъ „ocet“ < got. *akit < lat. асētum[44];
- *cьrky „církev“ < pragerm. *kirikō nebo *kirkō < řec. κυρικόν[45];
- *cęta „drobná mince“ < lat. centum buď přímo, nebo přes got. kintus[46].

Čas přejatí těchto slov pro druhou palatalizaci je terminus a quo, tj. čas, dříve kterého se tento proces odbýt nemohl.
Ve stejné době estonština přejala slovo *kěvь „cívka“ jako kääv.

## Typologické paralely
Fonetické změny, podobné druhé palatalizaci, se konaly také v neslovanských jazycích.
Pravděpodobně v 10.—11. století se zvuky k a g v lotyštině přeměnily v c a dz před předními samohláskami a j. Srov. lotyšsky dzîvs a litevsky gývas – „živý“.
V západních dialektech vulgární latiny se k před předními samohláskami přeměnilo v c, které se později zjednodušilo už v jednotlivých románských jazycích. Srov. francouzsky cerf (sɛʁ), španělsky ciervo (ˈθjerβo), portugalsky cervo (ˈsɛɾvu) z latinského cervus (ˈkɛrwʊs) – „jelen“.